# Трав'янка білоброва
Трав'я́нка білоброва (Saxicola macrorhynchus) — вид горобцеподібних птахів родини мухоловкових (Muscicapidae). Мешкає в Південній Азії.

## Опис

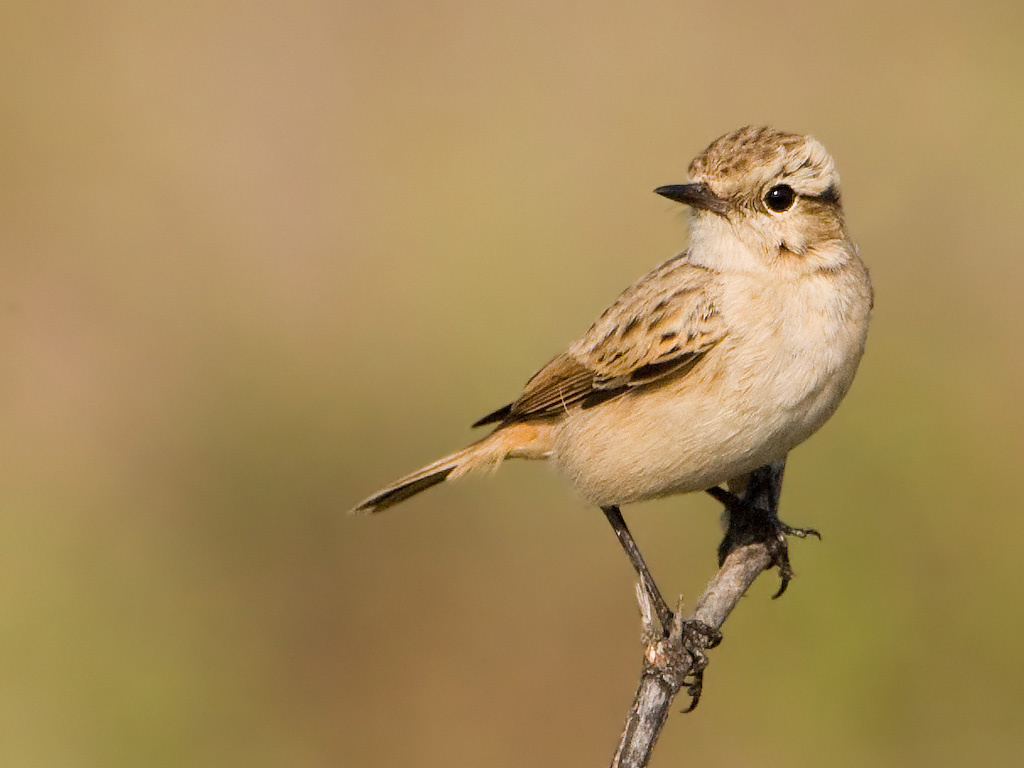
Білоброва трав'янка (Великий Качський Ранн)

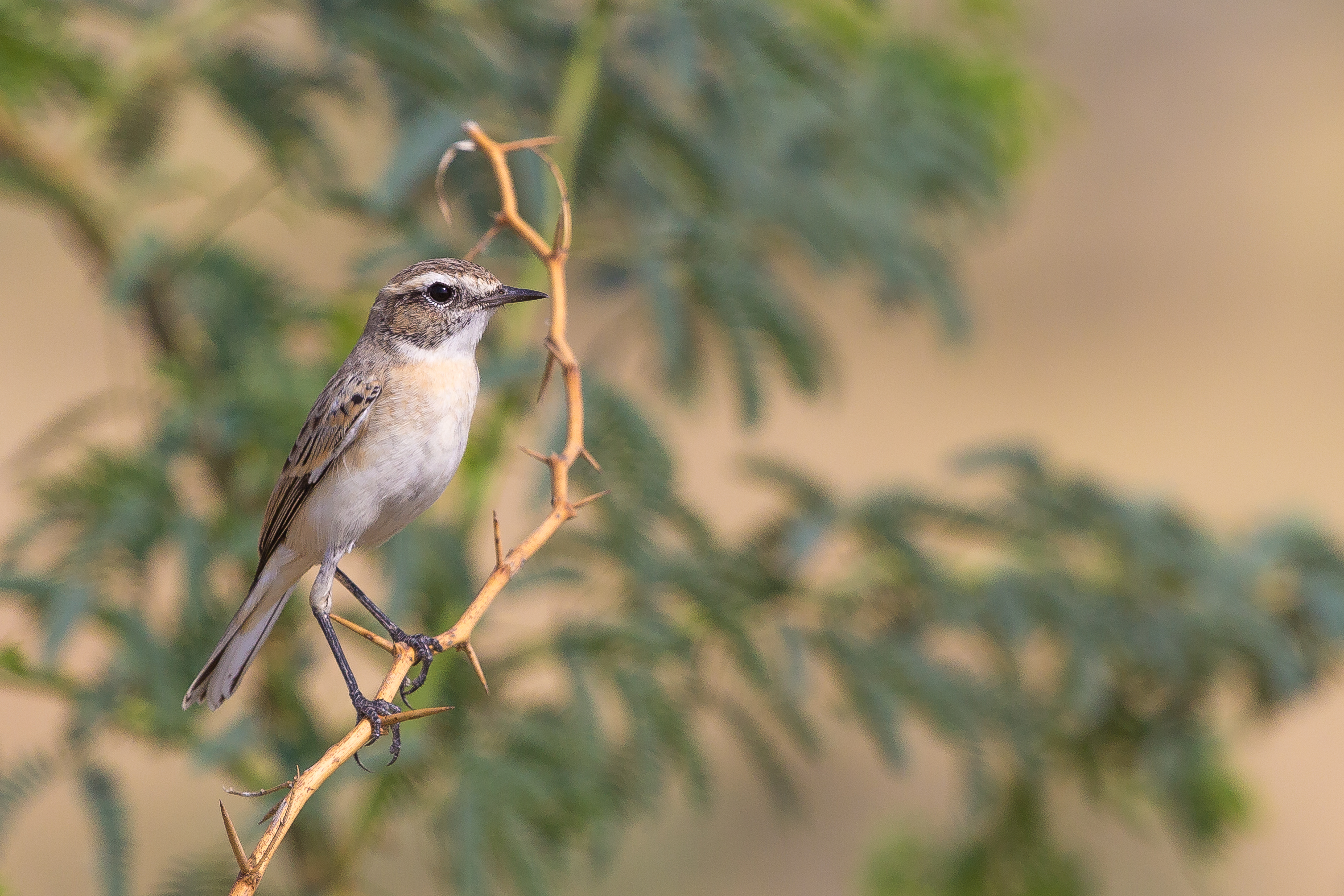
Білоброва трав'янка (заповідник Тал-Чхапар, штат Раджастхан)

Довжина птаха становить 17 см, вага 26 г. У самців під час сезону розмноження верхня частина тіла темна, на обличчі чорнувата "маска", над очима широкі білі "брови". Першорядні покривні пера крил переважно білі, на нижніх покривних перах крил біла смуга, крайні стернові пера мають білі краї. У самців під час негніздового періоду пера на верхній частині тіла мають широкі охристі краї, а хвіст з боків охристий, а не білий. Самиці мають подібне забарвлення, однак темні "маски" на лобі і білі плями на хвості у них відсутні, крила більш тьмяні. Забарвлення молодих птахів є подібне до забарвлення самиць, однак верхня частина тіла у них більш темно-коричнева, поцяткована охристими смугами і плямами, а нижня частина тіла у них білувата, горло і груди поцятковані нечіткими коричнюватими плямами.

## Поширення і екологія
Білоброві трав'янки є ендеміками північно-західної частини Індійського субконтиненту. Історично вони були поширені в індійських штатах Пенджаб, Хар'яна, Уттар-Прадеш, Раджастхан і Гуджарат, а також в прилеглих районах пакистанських провінцій Пенджаб і Сінд, траплялися в Афганістані, однак вимерли на значній частині свого ареалу, зокрема в Пакистані і Афганістані. 
Наразі білоброві трав'янки мешкають в пустелі Тар в штатах Раджастхан і Гуджарат, а також на солончаках Качського Ранну та в деяких інших районах. Вони живуть в сухих піщаних напівпустелях і пустелях, місцями порослих невисокою травою і рідкими чагарниками, в Пакистані також зустрічалися в сухих субтропічних колючих чагарникових заростях, а також на зрошуваних полях і луках. Птахи здійснюють локальні міграцій, переміщуючись в пустелі в червні на початку сезону мусонних дощів. Білоброві трав'янки живляться переважно комахами, зокрема жуками і мурахами, на яких чатують, сидячи на вершині чагарника.

## Збереження
МСОП класифікує цей вид як вразливий. За оцінками дослідників, популяція білобрових трав'янок становить від 3500 до 15000 птахів. Їм загрожує знищення природного середовища.